# 吉诺·罗西 (拳击运动员)
吉诺·罗西（義大利語：Gino Rossi，1908年5月29日—1987年），意大利男子拳击运动员。他曾代表意大利参加1932年夏季奥林匹克运动会拳击比赛，获得男子轻重量级银牌。

## 1932 年奥运会成绩
四分之一决赛：以积分击败 Nikolaos Mastoridis（希腊）
半决赛：以 walkover 击败 William Murphy （爱尔兰）
决赛：以积分输给大卫·卡斯滕斯（南非）（获得银牌）